# Ohlocrație
Oclocrație este o formă de guvernământ în care masele au toată puterea și își pot impune toate dorințele.

## Etimologie
Din greacescul oxlakratia, cuvânt compus din rădăcinile oxlos = mulțime și krateo = a guverna.